# Issik Kul
Issik Kul (llac calent) escrit també Yssyk Koul, Issyk Koul, Issyk Kul, Ysyk Köl, Issyk-Kol i altres variants i transcrit de vegades com Issiq Qul o Issiq Kul és el principal llac de l'Àsia central i un dels llacs d'aigua dolça més grans del món, però lleugerament salat, no es congela, a causa de la salinitat.
El llac és un lloc Ramsar amb una biodiversitat important a nivell mundial i forma part de la Reserva de la Biosfera d'Issyk-Kul.

## Geografia
El llac Issik Kul té 182 km de llarg, fins a 60 km d'ample i la seva àrea és de 6236 km². És el segon llac de muntanya més gran del món darrere del llac Titicaca a Amèrica del Sud. Es troba a una altitud de 1607 m i arriba als 668 m de profunditat.
Uns 118 rius i rieres desemboquen al llac; els més grans són el Jyrgalang i el Tüp. S'alimenta de fonts, incloses moltes aigües termals i la neu fosa. El llac no té sortida actual, però alguns hidròlegs fan la hipòtesi que l'aigua del llac es filtra profundament sota terra al riu Txu. El fons del llac conté el mineral monohidrocalcita: un dels pocs jaciments lacustres coneguts.
La riba sud del llac està dominada per la bonica serralada Teskey Ala-Too de les muntanyes de Tian Shan. Els vessants nord de la serralada són llargs i envien un cabal considerable a Issik Kul. Nombrosos rierols que neixen als vessants desemboquen en rius relativament grans. Disseccionen profundament la serralada i flueixen en àmplies valls. A la sortida de les muntanyes els rius formen grans cons al·luvials. A la part oriental d'Issik Kul desemboquen al riu Jyrgalang. El Kungey Alatau del Tian Shan corre paral·lel a la riba nord. Els vessants sud del Kungey Alatau són relativament curts. Per tant, els rius que hi surten són relativament petits i no tenen possibilitats de fluir junts per formar sistemes hidrogràfics més grans. Com a resultat, desemboquen per separat a Issik Kul o al riu Tüp que flueix al llarg de la serralada.
La salinitat de l'aigua del llac és d'aproximadament 0,6% –en comparació amb el 3,5% de salinitat de l'aigua de mar típica– i, tot i que el nivell del llac encara és d'uns 8 metres més alt que a l'època medieval, el seu nivell ara baixa aproximadament 5 cm per any a causa del desviament d'aigua.
Administrativament, el llac i la terra adjacent es troben a la regió d'Issyk-Kul al Kirguizistan.

## Història

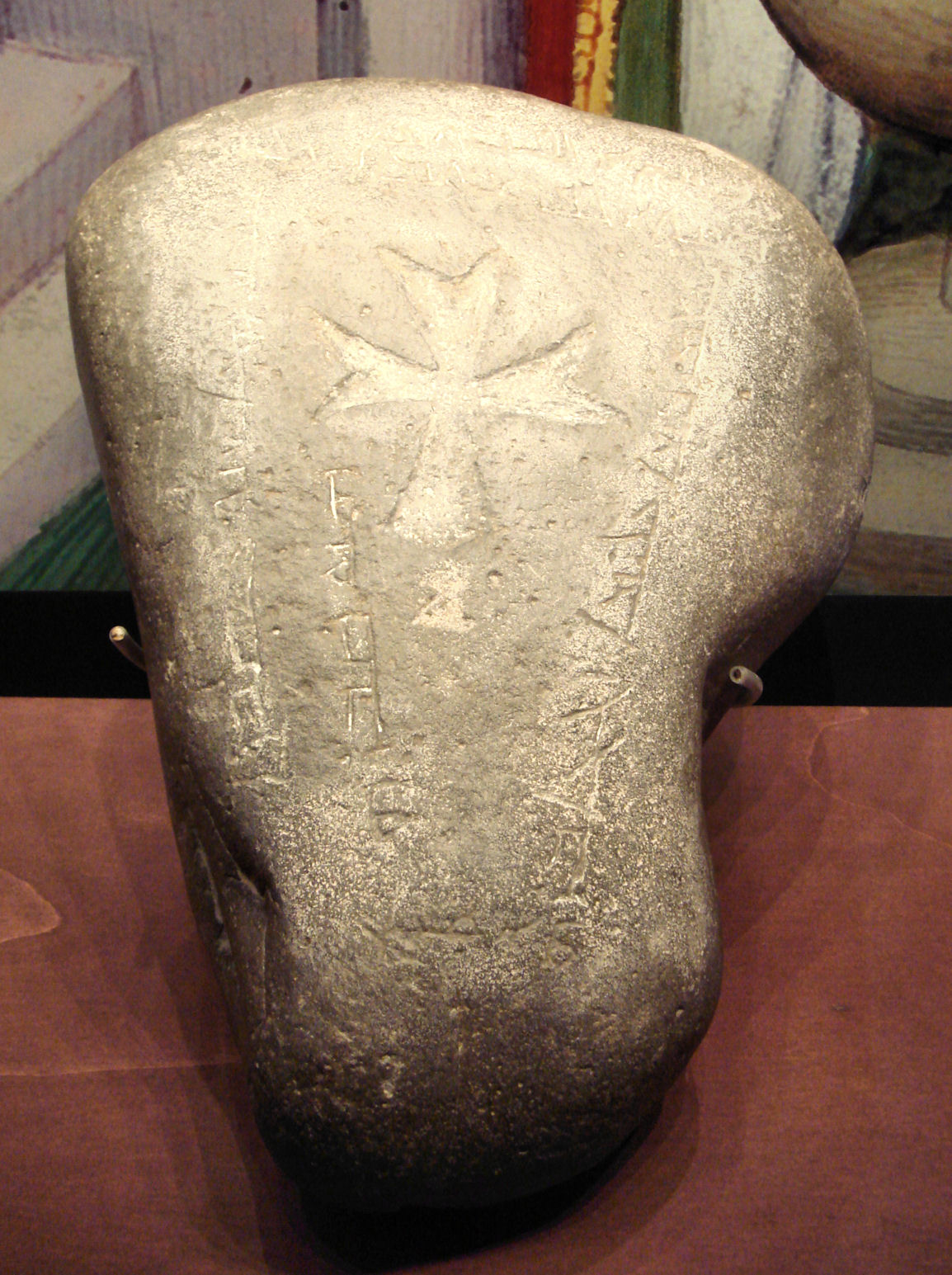
Làpida nestoriana amb inscripcions en uigur, trobada a Issik Kul, datada el 1312

El llac Issik Kul era una escala a la Ruta de la Seda, una ruta terrestre per als viatgers de l'Extrem Orient a Europa. El gran monjo erudit budista xinès Xuan Zang va passar per aquest llac i va anotar els detalls al clàssic diari de viatge Great Tang Records sobre les regions occidentals al segle VII. El llac va ser una vegada part del territori de la dinastia Qing de la Xina i va ser cedit a Rússia, juntament amb el territori circumdant, després del Tractat de Tarbagatai.
Molts historiadors creuen que el llac va ser el punt d'origen de la pesta Negra que va afectar Europa i Àsia a principis i mitjans del segle XIV. L'any 2022, els investigadors van informar sobre l'anàlisi del material genètic conservat de set individus enterrats en dos cementiris prop d'Issik Kul i van determinar que la pesta negra hi era present el 1338 o el 1339. La plaga va infectar per primera vegada persones en un petit assentament proper de comerciants vuit anys abans que devastés Euràsia, matant el 60 per cent de la població, després d'haver viatjat per les rutes comercials. L'estatus del llac com a camí secundari per als viatgers va permetre que la plaga s'estengués per aquests continents a través de comerciants medievals que, sense saber-ho, portaven amb ells animals infestats.
El nivell del llac és d'uns 8 m més alt que a l'època medieval. Els bussejadors han trobat restes d'assentaments submergits en zones poc profundes al voltant del llac.
Els articles identificats com les monedes existents més antigues del món es van trobar sota l'aigua, amb anells de fil d'or utilitzats com a petit canvi i una gran peça d'or hexaèdrica. També es va trobar un calderó de bronze amb un nivell d'artesania que avui s'aconsegueix utilitzant un entorn de gas inert.
El 1916, el monestir d'Issik Kul va ser atacat pels rebels kirguisos, i set monjos van ser assassinats.

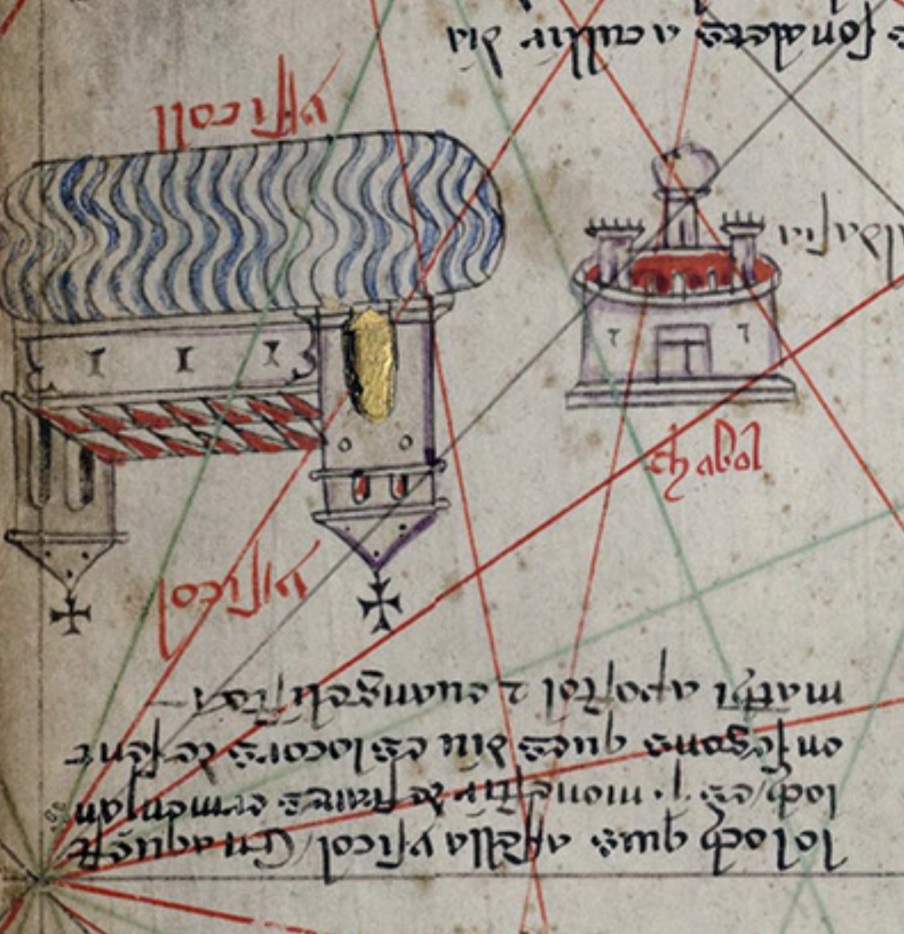
Imatge retallada de l'Atles Català de 1375 que representa el llac (al nord a la part superior). La inscripció diu: El lloc es diu Ysicol. En aquest lloc hi ha un monestir de germans armenis, que diuen, aquí hi ha Mateu l'apòstol i evangelista.

El 2007 es van descobrir restes d'una civilització de vers el segle v aC amb una gran ciutat o metròpolis. També es van trobar objectes escites. La següent notícia d'aquesta zona és que hi vivien els nòmades wusun, esmentat pels xinesos al segle ii. El llac fou esmentat per xinès Hüang Chuang al segle vii amb el nom de Ze Hai (mar Calenta, perquè l'aigua mai està gelada) i llavors la població era sedentària i havia construït alguns pobles el principal dels quals fou Barskhan que donà nom al riu Barskun (de fet un establiment de 9 pobles, 4 grans i 5 petits); l'altra ciutat a destacar, situada a l'oest de Barskhan, era Tunk (que dona nom al riu Ton). El nom turc apareix al Hudad al-alam com Isik Köl, i també Iskuk o Iskul.
Aquesta civilització sedentària, emparentada a la de la vall del riu Txu, havia desaparegut al segle xiv deixant molt pocs rastres (entre ells un cementiri musulmà del segle xii i un de nestorià amb inscripcions del segle XIV). Els mongols anomenaven el llac com Temurtu Nor (llac de ferro).
Tamerlà va construir una fortalesa al mig del llac, a una illa, segurament l'anomenada per Haydar Mirza com a Koi Su (les illes del llac han desaparegut totes, probablement per causa d'un terratrèmol). Al segle xvii la regió va passar als calmucs budistes, i quan al segle xviii foren derrotats pels xinesos les terres del llac Van passar als quirguisos. El 1856 hi van arribar els russos (coronel Khomentovskiy) i els quirguisos de la zona es van sotmetre a Rússia (els primers el 1855 i els darrers el 1860).
Els russos van fundar prop de la punta est la vila de Karakol que va prendre el nom de Przhevalsk el 1888 (en honor de l'explorador Przhevalski que hi va morir) i que el 1897 tenia quasi 8.000 habitants i a la meitat del segle XX uns 15.000. Actualment és la capital de la província d'Issik Kul del Kirguizistan. Sota el règim soviètic es van crear alguns balnearis per treballadors a la rodalia de Cholpon-Ata.

## Medi ambient

### Àrees especialment protegides
La primera reserva natural del Kirguizistan, la reserva estatal d'Issik Kul es va establir el 1948 per protegir els paisatges naturals únics i les aus aquàtiques a Issik Kul. El 1975, va ser reconegut com a lloc Ramsar. La Reserva de la Biosfera Issik Kul coberta per la Xarxa Mundial de Reserves de la Biosfera de la UNESCO es va establir l'any 2000 dins les fronteres administratives de la província d'Issik Kull.

### Peixos
La pesca, abundant, ha disminuït en els darrers anys per la introducció de dues espècies de fora i per la sobreexplotació. La marina soviètica va tenir una base a la de la península de Karabulan prop de la part més oriental del llac, on es feien proves sobre submarins i torpedes. El març del 2008 Kirguizistan va renovar el lloguer de la península de forma indefinida a l'armada russa per un import de 4.5 milions de dòlars anuals.
El llac conté una biodiversitat de peixos altament endèmica, i algunes de les espècies, incloses quatre endèmiques, estan greument en perill d'extinció. En els darrers anys, els rendiments de totes les espècies de peixos han disminuït notablement, a causa d'una combinació de la sobrepesca, la forta depredació de dues de les espècies invasores introduïdes (el sander i la Truita arc de Sant Martí), i la cessació de la repoblació dels llacs amb juvenils dels criadors. Almenys quatre espècies de peixos endèmics comercialment objectiu estan prou amenaçades com per ser incloses al Llibre Vermell de la República de Kirguistán: Leuciscus schmidti (Leuciscus schmidti), dace Issyk-Kul (Leuciscus bergi), Schizothorax pseudoaksaiensis i sheer. osman nu (Gymnodiptychus dybowskii). Cinc espècies autòctones més: Phoxinus issykkulensis, el gobi d'Issikul (Gobio gobio latus), Triplophysa strauchii (Triplophysa strauchii ulachilicus), Triplophysa dorsalis, l'aspid (Leucisides aspius) estan gairebé amenaçats com a captura accidental o es veuen afectats indirectament per l'activitat pesquera i els canvis en l'estructura ecològica i l'equilibri de la població de peixos del llac.
La truita de Sevan, un peix endèmic del llac Sevan a Armènia, es va introduir a Issik Kul a la Dècada del 1970. Tot i que aquest peix és una espècie en perill d'extinció a les seves aigües natives, té moltes més possibilitats de sobreviure al llac Issik Kul, on ha predat activament altres espècies, però té un hàbitat limitat per a la reproducció i l'alimentació.

### Llac Mort
Hi ha un petit llac per sota del nivell de l'aigua d'Issik Kul al costat sud-oest del llac. Aquest llac s'anomena Tyz köl (llac salat) al Kirguiz a causa del seu alt contingut salí i nedar al llac salat Issik Kul és una experiència molt diferent de l'aigua menys salada. El llac rep la seva aigua de petites fonts fredes a la platja que condueixen l'aigua freda i menys pesada a la part superior del llac i sovint l'aigua salada i pesada de sota és estranyament més càlida que l'aigua de la superfície.